# Megapallifera mutabilis
Megapallifera mutabilis là một loài sên trong họ Philomycidae